# Bernd Haake
Bernd Haake (* 14. Januar 1946 in Bielefeld) ist ein ehemaliger deutscher Eishockeytrainer, der als Co-Trainer unter anderem die Kölner Haie und Iserlohn Roosters aus der Deutschen Eishockey Liga (DEL) betreute. Mit Köln wurde er einmal Deutscher Meister. Als Cheftrainer des HC Bozen gewann er einmal die italienische Meisterschaft. Zwischen 2012 und 2018 war er Nationaltrainer der litauischen Nationalmannschaft.

## Karriere
Im Alter von 27 Jahren beendete Haake seine Spielerkarriere, die er unter anderem in Bremen und Soest verbracht hatte, und begann seine Trainer-Laufbahn. Im Jahr 1971 erhielt er bei Gerhard Kießling seinen ersten Trainerschein. Der Ostwestfale arbeitete als Nationaltrainer für verschiedenste Länder (Neuseeland, Brasilien, Australien, Südafrika, Spanien). 14 Jahre lang leitete er die Eishockey-Talentschule des Deutschen Eishockey-Bundes in Füssen. Als Co-Trainer und Betreuer nahm Haake für die deutsche Eishockeynationalmannschaft an einer Reihe von Welt- und Europameisterschaften, aber auch Olympischen Spielen teil. Als Team-Host betreute er mehrfach die kanadische und US-amerikanische Nationalmannschaft.
Zudem war Haake Cheftrainer eines Juniorenteams des ECD Iserlohn (1983–1989) und der ersten Mannschaft der Herforder EG. Zwischen 1992 und 1997 war er Co-Trainer der Kölner Haie und wurde in dieser Zeit einmal Deutscher Meister und zweimal Vizemeister. Danach zog es ihn nach Italien. Mit dem HC Bozen wurde er Italienischer Meister und mit den WSV Sterzing Broncos stieg er in die Serie A auf.
Zur Saison 2006/07 unterzeichnete er einen Vertrag bei den Iserlohn Roosters aus der Deutschen Eishockey Liga (DEL). Als „Associated Coach“ sollte er mehr Einfluss als ein Co-Trainer haben und vor allem das deutsche Element im Roosters-Spiel stärken. Nach einer Saison musste er sein Engagement aber aus persönlichen Gründen einschränken und wurde anschließend vor allem in der Spielbeobachtung eingesetzt. Zum Ende der Saison 2008/09 war Haake wieder als Co-Trainer aktiv, während der vorherige Co-Trainer Ulrich Liebsch den Posten des Cheftrainers übernahm. Anschließend verkündete er seinen Abschied von den Roosters, da er im Zuge der Olympischen Winterspiele 2010 in Vancouver verschiedene Aufgaben übernahm. Später entschloss Haake sich doch zum Verbleib in Iserlohn und stand in der Saison 2009/10 neben Uli Liebsch hinter der Bande. Am 18. Juni 2010 verlängerte er seinen Vertrag um ein weiteres Jahr.
Ab September 2012 war Haake für den litauischen Eishockeyverband tätig, unter anderem als Cheftrainer der Herren-Nationalmannschaft. Bei der Weltmeisterschaft 2018 stieg er mit dem Team von der B- in die A-Gruppe der Division I auf und verließ das Amt nach diesem Erfolg. Parallel war er auch für die Vereinsmannschaft den SC Energija tätig, mit der er dreimal Litauischer Meister wurde. Von 2020 bis 2023 betreute er die litauische Frauennationalmannschaft.